# Capitania de São Vicente
La Capitania de São Vicente va ser una de les subdivisions administratives del territori brasiler en el període colonial de l'Amèrica Portuguesa, creada el 1534 -juntament amb les altres tretze capitanies hereditàries- pel rei de Portugal, Juan III. El seu primer titular va ser Martim Afonso de Sousa. Les capitanies van ser una entitat semiautònoma fins al 1548, quan van ser considerades com una subdivisió subordinada a l'Estat del Brasil pel nou Reglament General de la colònia.
Va destacar entre les capitanies del sud per la seva relativa prosperitat al segle xvi. Va ser una de les poques en què la colonització no es va produir únicament a la franja costanera, sinó també a l'interior. Les plantacions de canya de sucre no hi van prosperar, com va succeir al litoral nord-est.
São Vicente va ser dissolta el 1709 i incorporada a la nova capitania de São Paulo i Mines d'Or.

## Història

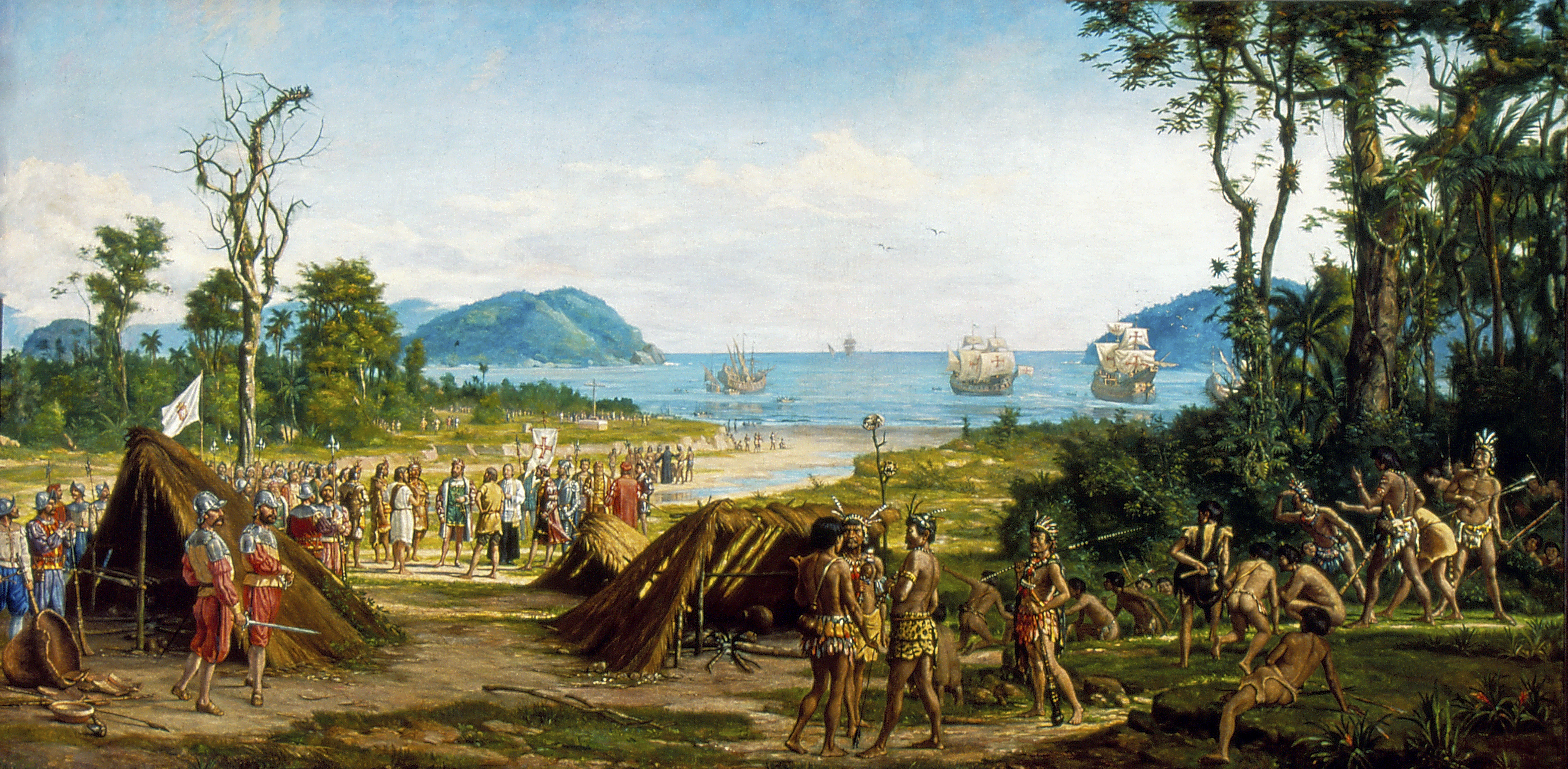
Fundació de São Vicente(Benedito Calixto de Jesus, 1900)

Va acollir el primer poble de la colònia, São Vicente, fundat el 1532. L'assentament en aquesta capitania es va iniciar gràcies a nàufrags i exiliats, que van fundar petits ports principalment per a la venda d'esclaus. A més de la vila de São Vicente, es van anar fundant progressivament altres assentaments, com Santos, São Paulo, Sant'Ana de Mogi, entre d'altres. El 1536 va tenir lloc la Guerra d'Iguape, el primer enfrontament entre els imperis portuguès i espanyol a l'Amèrica Llatina. Brás Cubas, un dels fundadors de Santos, va tenir un paper destacat en el desenvolupament de la capitania. De família noble, va arribar al Brasil amb Martim Afonso de Sousa i va governar la Capitania de São Vicente dues vegades (del 1545 al 1549 i del 1555 al 1556).
La colonització de la Capitania de São Vicente es va produir per dos motius: en primer lloc, calia defensar les terres brasileres dels atacs d'altres regnes europeus, i per això calia poblar-les. São Vicente corria el risc de ser perdut pels portuguesos, ja que es trobava a prop de zones sota domini castellà i també de Rio de Janeiro, on els francesos hi havien establert una colònia; a més de ser una porta d'entrada a l'estuari del riu de la Plata. En segon lloc, des d'allà van emprendre la recerca d'or i plata, en definitiva, la recerca d'El Dorado; Això va atraure molts portuguesos que es van aventurar a l'interior de la capitania, a la recerca d'or.

Originàriament la capitania constava de dos trams: el tram sud, de Bertioga a Cananéia; i el tram nord, de Macaé a Caraguatatuba. El territori estava interromput per la Capitania de Santo Amaro. La part septentrional no estava sent desenvolupada per Sousa, i una secció va ser segregada el 1567, creant la Capitania Reial de Rio de Janeiro sota el comandament de Salvador Correia de Sá. La capitania de Santo Amaro va recaure en les mateixes mans que la de São Vicente, formant una unió de facto. Un conflicte en la successió de les capitanies, en la dècada del 1620, va acabar amb la formació de la Capitania d'Itanhaém, que es corresponia principalment amb l'actual costa sud paulista (malgrat hi ha dubtes sobre el seu reconeixement oficial).

Límits de la capitania de São Paulo i Mines d'Or el 1709, quan es va crear.

El 22 de març de 1681, el titular de la capitania (Luís Álvares de Castro, marquès de Cascais), va transferir la capital a São Paulo -encara coneguda com São Paulo dos Campos de Piratininga. El canvi es formalitzaria el 23 d'abril de 1683, amb grans celebracions públiques.
Tot i ser una de les capitanies més riques del sud, São Vicente no va poder competir amb la indústria sucrera al nord-est. Això va obligar els bandeirantes a explorar l'interior del continent, cercant noves alternatives per a la supervivència. Sumat al cicle de la plata a Rio de Janeiro (que subministrava esclaus per a l'explotació de plata a Potosí, Bolívia) va contribuir a estendre els límits de l'Amèrica portuguesa cap al sud i centre-oest. Gràcies a l'acció d'aquests pioners, el territori ocuparia aproximadament el que avui són els estats de Santa Catarina, Paraná, São Paulo, Minas Gerais, Goiás, Tocantins, Mato Grosso do Sul, Mato Grosso i Rondônia.
La descoberta d'or va provocar greus incidents entre els habitants de São Vicente i els nous colons que arribaven des del port de Rio per participar dels inicis del cicle de l'or (els emboabas), que van desembocar en la Guerra dels Emboabas (1707-1709). La corona portuguesa va resoldre-ho adquirint la Capitania de São Vicente al Marquès de Cascais i fusionant-la amb la Capitania de Paranaguá, refundades en la nova capitania de São Paulo i Mines d'Or.